# 鱗頭淵眼魚
鱗頭淵眼魚，為黑頭魚科的其中一種，為深海魚類，分布於西印度洋馬達加斯加南方與莫三比克外海、東印度洋西澳大利亞、西北大西洋及中西太平洋海域，棲息深度1000-2060公尺，體長可達30.6公分，棲息在中層水域，生活習性不明。

## 扩展阅读
維基物種上的相關：鱗頭淵眼魚